# Autobahn (Film)
Autobahn ist ein deutscher Dokumentarfilm aus dem Jahr 2019 von Daniel Abma. Der Film wurde im Oktober 2019 auf dem Dokumentarfilmfestival DOK Leipzig uraufgeführt.

## Inhalt
Der 85-minütige Dokumentarfilm porträtiert den Bau der Nordumgehung (Bundesautobahn 30) in der Stadt Bad Oeynhausen. Im Fokus der Dokumentation stehen insbesondere die Anwohner, während um die Geschichte der Figuren der Bau der Umgehungsstraße dokumentiert wird, die die Stadt zukünftig vom hohen Verkehrsaufkommen entlasten soll.

## Produktion und Veröffentlichung
Die Langzeitbeobachtung wurde über einen Zeitraum von acht Jahren gedreht.
Der Start der Produktion und die Recherche begannen bereits 2011 durch Abma (Regie) und Schittek (Kamera). Damals noch im Studium an der Hochschule für Film und Fernsehen Babelsberg wollte das Team die anfänglichen Bauarbeiten in einer Beobachtungsstudie aufnehmen. In den Folgejahren wurde der Bau des Autobahnabschnittes aufwändiger, und der Fertigstellungstermin 2014 wurde immer wieder verschoben. Mit der Verzögerung der Bauarbeiten ging ein größerer Aufwand der Produktion einher, und aus der Beobachtungsstudie um einen Autobahnabschnitt wurde eine Langzeitdokumentation über die Bewohner der Städte Bad Oeynhausen und Löhne, die durch den Bau betroffen waren. Die Dreharbeiten beliefen sich auf insgesamt acht Jahre (2011–2018). Der Film ging Anfang 2019 schließlich in die Postproduktion.
Die Premiere fand auf dem DOK Leipzig Dokumentarfilm Festival 2019 statt.

## Kritik
„Daniel Abma sieht mit AUTOBAHN dahin, wo andere nicht so genau hinsehen“

„Autobahn zeigt einen großartigen Querschnitt durch die Gesellschaft.“

„Aufgelesen mit einem feinen Gespür für besondere Charaktere und viel Raum für deren Persönlichkeiten und Eigenheiten.“

„In AUTOBAHN liegen die Geschichten auf der Straße. Abma sammelt sie mit großer Ruhe und Menschenfreundlichkeit auf und neben dem Flüsterasphalt ein.“

„Stories are “picked up” with a fine instinct for unusual characters and leaving lots of space for their personalities and quirks.“

„A very personal and direct approach to filming a vast and wide-reaching infrastructural change with a uniquely German subject matter.“

## Festivals und Auszeichnungen
2019:
- Internationales Leipziger Festival für Dokumentar- und Animationsfilm, Leipzig

2020:
- Stranger than fiction Dokumentarfilmfestival, Nordrhein-Westfalen
- Crossing Europe Film Festival, Linz
- DOK.fest München[1]
- Incuna Filmfestival, Gijón
- Festivalfinale, Plzen
- Achtung Berlin Film Festival, Berlin[2]
- DOK.stories 2020, St. Petersburg